# Elinton Andrade
Elinton Sanchotene Andrade (* 30. März 1979 in Santa Maria, Rio Grande do Sul) ist ein ehemaliger brasilianischer Fußballtorhüter. Er gewann im Jahr 2007 mit Rapid Bukarest die rumänische, im Jahr 2010 mit Olympique Marseille die französische Meisterschaft.

## Karriere
Andrade spielte zunächst bei Vereinen aus Rio de Janeiro und Umgebung, ehe er 2006 ein kurzes Engagement bei dem italienischen Verein Ascoli Calcio hatte. Anschließend wagte er im Juli 2007 den Schritt ins Ausland und heuerte beim rumänischen Erstligaclub Rapid Bukarest an. In der Landeshauptstadt vertrat er zumeist Dănuț Coman, konnte ihn aber nicht als Stammtorwart verdrängen. Dennoch bestritt er in zwei Jahren 36 Ligaspiele für Rapid und kam zu drei UEFA-Pokal-Einsätzen, wobei die Gegner immer Bundesligisten waren. Im Jahre 2009 wurde er von Olympique Marseille verpflichtet, wo er seitdem Ersatztorwart ist. 2009/10 konnte er den französischen Meistertitel erringen, wozu er selbst mit seinen bisher einzigen drei Erstligaeinsätzen für die Südfranzosen beigetragen hatte.
Am 28. März 2012 stand er im Viertelfinal-Hinspiel der Champions League gegen den FC Bayern München in der Startelf, da Stammtorwart Steve Mandanda wegen einer Gelb-Rot-Sperre fehlte und Ersatztorwart Gennaro Bracigliano nur auf der Bank saß. Im Sommer 2012 verließ er den Verein. Im Juni 2013 nahm ihn Náutico Capibaribe unter Vertrag, ehe er kurze Zeit später zu Ermis Aradippou nach Zypern wechselte. Er verließ den Klub Mitte der Saison 2013/14 wieder und kehrte zu Duque de Caxias FC zurück, das in der brasilianischen Série C spielte. Am Saisonende 2014 musste sein Team absteigen. Andrade wechselte zu Uberlândia EC, im Sommer 2015 schloss er sich dem indischen Klub FC Goa an. Dort gewann er mit seiner Mannschaft die Vizemeisterschaft 2015. Seit Anfang 2016 war er ohne Verein und beendete seine Karriere.
Bei den Europaspielen 2015 gewann Andrade, der auch die portugiesische Staatsbürgerschaft besitzt, mit der portugiesischen Mannschaft die Bronzemedaille im Beachsoccer. Bei den Europaspielen 2023 erreichte sein Team den 4. Platz.

## Titel und Erfolge
Rapid Bukarest
- Rumänischer Supercup (1): 2007

Olympique Marseille
- Französischer Meister (1): 2010
- Französischer Ligapokal (2): 2010, 2011